# La Chute d’Otrar
Pour plus de détails, voir Fiche technique et Distribution.
La Chute d'Otrar (Гибель Отрара, Gibel Otrara) est un film soviétique réalisé par Ardak Amirkoulov, sorti en 1991.

## Synopsis
La ville d'Otrar, berceau de la civilisation kazakh, est détruite au début du XIIIe siècle par les Mongols de Gengis Khan lors invasions mongoles en Asie centrale.

## Fiche technique
- Titre original : Гибель Отрара, Gibel Otrara
- Titre français : La Chute d'Otrar
- Réalisation : Ardak Amirkoulov
- Scénario : Alexeï Guerman et Svetlana Karmalita
- Costumes : Lioudmila Trakhtenberg
- Photographie : Sapar Koichumanov et Aubakir Suleyev
- Montage : G. Kystauova
- Musique : Kuat Shildebayev
- Production : Alexeï Guerman
- Pays d'origine : URSS
- Format : Couleurs - 35 mm - Stéréo
- Genre : drame, guerre, historique
- Durée : 176 minutes
- Date de sortie : 1991

## Distribution
- Dokhdurbek Kydyraliyev : Undzhu
- Tungyshpai Zhamankulov : Kaiyrkhan
- Bolot Beïchenaliev : Shinvyskhan
- Abdurashid Makhsudov : Mukhamedshakh
- Zaur Zekhov : Yalbach
- Kasym Zhakibayev : Dinnen Bezeyen